# Hà Tây, Thiên Tân
Hà Tây (chữ Hán giản thể: 河西区; phanh âm: Héxīqū; âm Hán Việt: Hà Tây khu) là một quận thuộc thành phố trực thuộc trung ương Thiên Tân, Cộng hòa Nhân dân Trung Hoa. Hà Tây có diện tích 41,24 km², dân số năm 2006 là 754.479 người. Các trường đại học có trụ sở ở Hà Tây gồm: Đại học Kinh tế Tài chính Thiên Tân, Học viện Ngoại ngữ Thiên Tân, Đại học Khoa học Công nghệ Thiên Tân. Về mặt hành chính, quận Hà Tây được chia thành các đơn vị hành chính gồm 12 nhai đạo: Đại Dinh Môn, Hạ Ngõa Phòng, Đào Viên, Quải Giáp Tự, Mã Trường, Việt Tú Lộ, Hữu Nghị Lộ, Thiên Tháp, Tiêm Sơn, Trần Đường Trang, Liễu Lâm, Đông Hải.